# Espeleologia em Portugal
Os primeiros registos da actividade espeleológica em Portugal datam de 1758, ano em que o Padre Manuel Dias descreveu a exsurgência dos Olhos de Água. 
Em 1854 foram publicados os escritos das escavações em grutas da região de Condeixa, da autoria de Costa Simões e em 1872 foi publicado, no Diário Ilustrado nº 127, a descrição de uma visita à Gruta das Alcobertas, da autoria de B. Soveral. 
A realização em Lisboa do IX Congresso Internacional de Antropologia e Arqueologia Pré-Histórica, em Setembro de 1880, incluiu uma visita às grutas do Poço Velho em Cascais, importante necrópole neolítica, o que contribuiu decisivamente para o  reconhecimento no estrangeiro. Desde essa data até aos finais do século XIX, Portugal acompanhou a evolução europeia nestes domínios, publicando e apresentando em congressos internacionais diversos trabalhos sobre grutas nacionais. Os investigadores estrangeiros não ficaram indiferentes a este caudal de informação e antes do virar do século começaram a trabalhar nas grutas de Portugal, quer na área da antropologia quer na da biologia e hidrogeologia. Entre estes salienta-se P. Choffat que em 1891 iniciou a sua actividade em Portugal, cujos trabalhos se revestem de grande importância para o conhecimento geológico do país.
No princípio deste século renovam-se as visitas de cientistas estrangeiros (W. Brindley, G. Eugenaud e E. Harlé), mas foi apenas nos anos vinte que estudiosos mais distintos nos visitaram, como H. Breuil, R. Jeannel, E. Racovitza e E. Fleury. Este último publicou em 1923, o livro "Portugal Subterrâneo" e devido ao seu contributo nos campos da geologia e geoespeleologia nacionais pode ser considerado o pai da espeleologia em Portugal.
Na década de trinta verificou-se uma retoma dos portugueses aos trabalhos nas áreas da arqueologia e biologia. Na década de quarenta aparecem os primeiros espeleólogos, os quais começam como auxiliares e colaboradores das expedições científicas e que posteriormente se agrupam, tornando-se assim autónomos. Ainda nos anos quarenta surgiu o primeiro inventário de cavidades portuguesas, publicado na revista científica e literária de Coimbra "O Instituto" (1945). Em 1948 é publicado um verdadeiro inventário das cavernas calcárias de Portugal, da autoria de Bernardino e António B. Machado. A. F. Martins em 1949 publica um estudo global da geografia física do Maciço Calcário Estremenho. 
Com a descoberta das grutas dos Moinhos Velhos um grupo de nove amigos: José Brun da Silveira, Eduardo Vicente, Francisco José de Abreu, Jorge Tiago Ferreira, José Afonso Amaral, Armando Morais de Carvalho, Mário Monteiro, José de Andrade Franga e Telmo Augusto Pereira, reunidos numa mesa do café Paladium, em Lisboa, em 16 de Novembro de 1948 resolvem criar a Sociedade Portuguesa de Espeleologia "com o fim de se dedicarem a pesquisas espeleológicas e ciências afins". Está então, iniciado o estudo organizado das cavidades portuguesas.
Em 1956 e 1957 foram publicados estudos regionais sobre a Beira Litoral da autoria de A.F. Soares, L.N. Conde e A.F. Tavares. Nos anos 60 a espeleologia começou a evoluir fora dos meios universitários e científicos: foi ainda na década de 60 que se formaram vários clubes de espeleologia e que surgiram os primeiros cursos de formação. 
Na década de 70 a formação de espeleólogos passou a ter melhor qualidade, começando espeleólogos portugueses a realizar estágios em França e os clubes a apostar em cursos de formação. Em 1973 tem lugar o 1º Encontro Nacional de Espeleologia. 
Na década de 80 surgiram mais duas publicações de natureza espeleológica: O Mundo Subterrâneo, da Associação de Espeleólogos de Sintra (1980) e EspeleoDivulgação, do Núcleo de Espeleologia da Associação de Estudantes da Universidade de Aveiro (Junho de 1982). 
As explorações estrangeiras a Portugal foram retomadas em 1983, com a realização de uma expedição francesa à nascente do Alviela. 
Em 1985 é publicado o livro "Grottes et Algares du Portugal" de C. Thomas; no mesmo ano o seu trabalho, juntamente com o SAGA - Sociedade dos Amigos das Grutas e Algares, na gruta do Almonda tornaram esta cavidade na 1ª do "ranking" nacional. Em Agosto de 1987 realiza-se mais uma expedição francesa ao país ibérico, constituida por 12 espeleólogos e 8 mergulhadores que exploraram alguns algares e mergulharam as Nascentes do Alviela e Almonda, chegando na primeira a 425 metros de distância e atingindo a cota de mergulho de - 60 metros. No ano seguinte, uma outra expedição francesa à nascente do Alviela, desta feita com uma equipa da Comissão de Mergulho Subterrâneo da F.F.E.S.S.M., atingiu a cota dos -78 metros e topografa 820 metros de galerias. 
Em 1990 surgiu mais uma publicação versando o território continental, o livro de Lúcio Cunha "As Serras Calcárias de Condeixa - Sicó - Alvaiázere. Estudo de Geomorfologia". 